# Speculatie (handel)

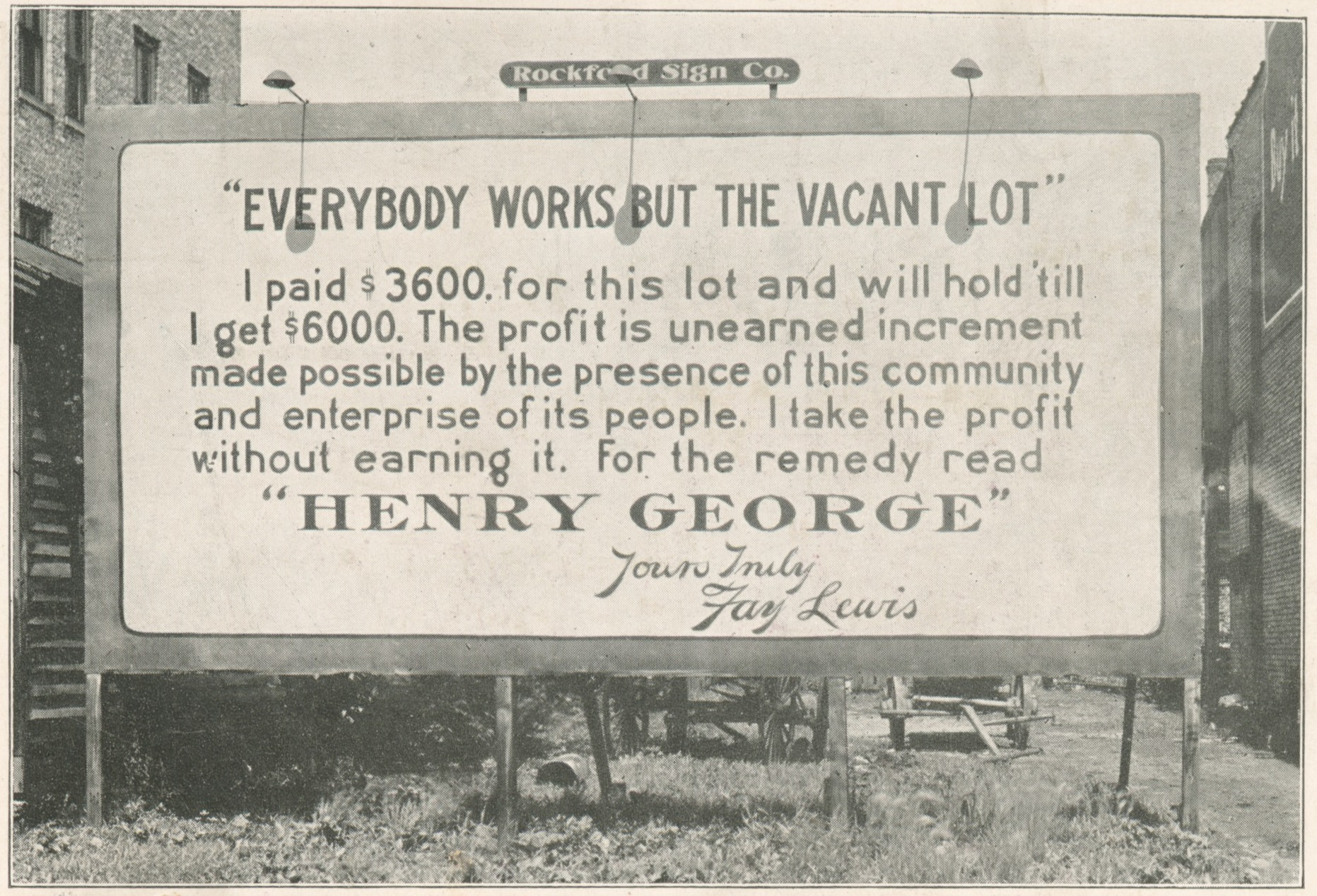
Kritiek op speculatie op grond waarbij Henry George wordt geciteerd, Rockford (Illinois), 1914

Speculatie is het kopen van een goed om het op een later tijdstip weer te verkopen met winst als gevolg van een prijsstijging. De speculant is niet van plan het goed in kwestie (de onderliggende waarde) zelf te gebruiken of waarde toe te voegen en neemt met de transactie een risico.
Het verschil tussen speculeren en beleggen zit in het object van waardering. Beleggen is het verwerven van aandelen omwille van de bedrijfseconomische waarde en toekomstige winsten, speculeren is gericht op de prijsontwikkeling van het aandeel.
In ruimere zin kan het innemen van een longpositie in bijvoorbeeld een aandeel of een grondstof worden aangeduid als speculeren op een koersstijging ervan, en het innemen van een shortpositie als speculeren op een koersdaling. Bij informatie over een financieel instrument, zoals in een essentiële-informatiedocument (EID, key information document, KID), is een belangrijk gegeven of het bedoeld is voor wie een koersstijging verwacht, of een koersdaling.

## Theorie

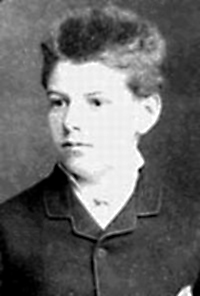
Louis Bachelier, 20 jaar oud.

In het jaar 1900 publiceerde de Franse wiskundige Louis Bachelier zijn proefschrift Theorie de la spéculation. Hierin betoogde hij dat de vorming van beurskoersen een stochastisch proces is (bepaald door het toeval). Met zijn publicatie stond Bachelier aan de basis van zowel de random walk theorie als de efficiënte markthypothese. Een van de belangrijkste conclusies van de efficiënte markthypothese is dat het onmogelijk is om structureel betere beleggingsresultaten te behalen dan gemiddeld, behalve door geluk. Alle bekende informatie in de markt is reeds in de prijzen verwerkt, en toekomstige ontwikkelingen zijn onvoorspelbaar. Als markten zich gedragen volgens de sterkste vorm van de efficiënte-markthypothese dan is speculeren dus zinloos.
Beurshandel is echter voor een groot deel nog steeds mensenwerk. En door menselijk gedrag worden de theoretische gevolgen van de efficiënte-markthypothese in de praktijk afgezwakt. Psychologische aspecten, zoals: angst, hebzucht en kuddegedrag, maken dat marktparticipanten zich niet 100% rationeel gedragen. Dat biedt kansen om in te spelen op markt inefficiënties. Het resultaat van deze handel wordt gereduceerd door transactiekosten.
Een speculant (trader) probeert dus te profiteren van onevenwichtigheden op het speelveld tussen de zwakke en sterke markt efficiëntie.

## Voorbeelden van speculatie

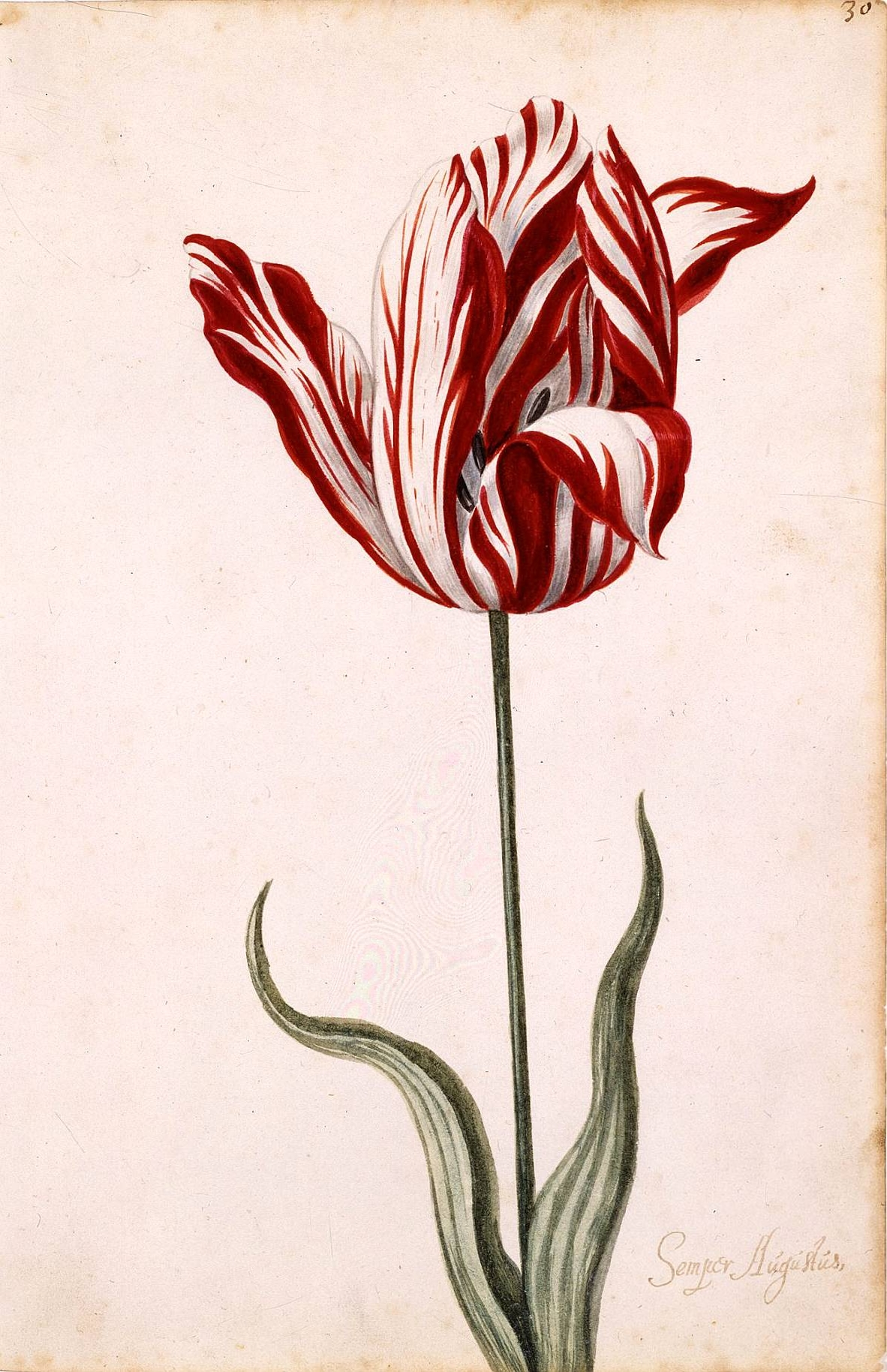
De Semper Augustus tulp

Een voorbeeld van speculatie is het anticiperen op een koersstijging van een aandeel door callopties te nemen. Wanneer het aandeel stijgt kan de speculant de aandelen voor de lage prijs kopen en direct tegen de hogere koers verkopen. Anticiperen op dalingen kan ook: de speculant koopt dan putopties en mag dan verkopen tegen de oude hoge prijs, terwijl hij tegen een lage koers kan inkopen.
Behalve met aandelen of aandelenkoersen kan men ook met concrete goederen speculeren. Meestal anticipeert men op een prijsverhoging, zodat men de goederen zonder veel kosten te maken met winst weer kan doorverkopen. Een bekend voorbeeld is speculatie met onroerend goed, met name in de periode 2000-2007. Ook een aantal eeuwen geleden was men al bekend met speculeren: Tijdens de Tulpenmanie van 1634-1637 werd driftig met tulpenbollen gespeculeerd.
Verwant aan speculatie is arbitrage, maar er is een belangrijk verschil: de factor tijd. Arbitrage richt zich op prijsverschillen op verschillende markten op hetzelfde tijdstip. Speculatie daarentegen richt zich op prijsverschillen in de loop van de tijd.

## Voors en tegens
Tegenstanders van speculatie menen dat het riskant is, en bovendien "inhoudsloos". De dokter maakt mensen beter, de advocaat helpt mensen uit de juridische problemen, terwijl de speculant geen maatschappelijk nut zou toevoegen. Ook zou speculatieve handel aandelen- of valutakoersen of goederenprijzen onrealistisch kunnen beïnvloeden en extreem laten stijgen of kelderen. Speculatie met goederen in tijden van schaarste wordt vaak als moreel onacceptabel gezien, en is in sommige gevallen zelfs strafbaar, zie bijvoorbeeld de distributie in Nederland tijdens en na de Tweede Wereldoorlog of de oliecrisis van 1973. In het geval van speculatie met woningen zou het gevolg leegstand kunnen zijn, wat op een krappe woningmarkt soms tot problemen kan leiden, zoals bijvoorbeeld kraken, het door braak in de leegstaande woning komen en het dan (al dan niet gratis) bewonen.
Anderen wijzen op de positieve effecten van speculatie. Wanneer de speculanten vertrouwen hebben in een aandeel of valuta, en het gaat minder goed, speculeren ze op een later herstel en worden de koersdrukkende effecten getemperd. Arbitrage zorgt voor een gelijktrekking van koersen. De belangrijkste meerwaarde van speculatie is de verbetering van prijsvorming op de beurzen, mede door de hogere liquiditeit die als gevolg van de handel in de markt ontstaat. Hierdoor wordt de markt transparanter en toegankelijker. Bovendien kunnen transactiekosten over meerdere deelnemers worden omgeslagen. Het voordeel van hoge liquiditeit is dat mensen eenvoudig en tegen lage kosten hun bezit ten gelde kunnen maken - of juist kunnen aankopen. Zonder speculanten zoals daytraders op de effectenbeurs zouden de kosten voor ondernemingen en beleggers aanzienlijk worden, en het economische systeem bedreigen.